# Jesse Hughes
Jesse Everett Hughes, född den 24 september 1972 i Greenville, South Carolina, är en amerikansk gitarrist och sångare, mest känd som frontman i bandet Eagles of Death Metal.

## Biografi
Jesse Hughes föddes i Greenville, South Carolina, men flyttade vid 7 års ålder med sin mor till Palm Desert, Kalifornien. Det var där han i high school första gången träffade Josh Homme, då denne stoppade en mobbare från att ta Hughes lunchpengar. Hughes tog examen från Greenville Technical College i journalistik, och har en bakgrund i politisk journalistik. Hughes är en uttalad patriot och betalande medlem i NRA. Han har dessutom jobbat som aktivist åt det republikanska partiet och har flera gånger uttalat sig negativt om Barack Obama. Han startade Eagles of Death Metal tillsammans med Homme 1998, och de har fram till 2015 släppt fyra album.

## Diskografi

### Solo
- 2004 – A Pair of Queens (EP)
- 2011 – Honkey Kong (som Boots Electric)
- 2019 – Eagles Of Death Metal Presents Boots Electric Performing The Best Songs We Never Wrote (som Boots Electric)

### Eagles of Death Metal
- 2004 – Peace, Love, Death Metal
- 2006 – Death by Sexy
- 2008 – Heart On
- 2015 – Zipper Down
- 2018 – Super Troopers 2 (soundtrack)

### The Desert Sessions
- 1998 – Volumes 3 & 4 - Bidrog med tre låtar med den första instansen av Eagles of Death Metal.

### Queens of the Stone Age
- 2005 – Lullabies to Paralyze - Spelade flöjt på låten Someone's in the Wolf.